# Frederik Bloemaert
Abraham Bloemaert (Utrecht, 1616 - Utrecht, 11 de juny de 1690) fou un gravador neerlandès, que va pertànyer a l'Edat d'Or holandesa; va ser el segon fill del pintor Abraham Bloemaert.

## Biografia
Igual que el seu germà Cornelis, es va formar amb el gravador Crispijn van de Passe.
Quasi tota la seva producció són gravats que reprodueixen dissenys paterns: cap a 1635, va produir una sèrie de quinze planxes de paisatges, i la seva principal obra és el llibre Tekenboek, un conjunt de 173 gravats que igualment reprodueixen esbossos d'Abraham. Aquest llibre va veure la llum cap al 1679-1702, i fou seguit com a inspiració i aprenentatge per molts artistes, i va assolir el major apogeu amb la segona edició, emesa a Amsterdam el 1740 per Reinier i Josua Ottens.
Frederik va ser, juntament amb Hendrick Goltzius, un dels renovadors de la xilografia de clarobscur, ideada a Itàlia a començaments del segle xvi. En lloc d'emprar sempre planxes de fusta, com era l'habitual en aquesta tècnica, gravava les línies principals sobre coure, a burí, i emprava la xilografia solament per a les capes de color, en general ocres. Alguns d'aquests gravats tonals es van incloure al Tekenboek.

## Galeria
|  |  |  |  |